# Cálculo formal
Na lógica matemática, o cálculo formal é um cálculo que é sistemático, porém sem uma justificativa rigorosa. Isso significa que estamos manipulando os símbolos em uma expressão usando uma substituição genérica, sem provar que as condições necessárias para isto foram realizadas. Essencialmente, estamos interessados na forma de uma expressão e não necessariamente no seu significado subjacente. Este raciocínio também pode servir como uma evidência positiva que alguma afirmação é verdadeira quando é difícil, ou desnecessário fornecer, uma prova, ou até como uma inspiração para a criação de novas definições (completamente rigorosas).

No entanto, esta interpretação do termo formal não é universalmente aceito, e alguns consideram que que significa exatamente o oposto: um argumento completamente rigoroso, como na lógica matemática formal.

## Exemplos

### Exemplos simples
Cálculos formais podem levar a resultador que são errados em um contexto, mas corretos em outro.
A equação :{\displaystyle \sum _{n=0}^{\infty }q^{n}={\frac {1}{1-q}}}
vale se {\displaystyle q} tem valor absoluto menor que 1. Ignorando esta restrição, e substituindo {\displaystyle q=2}, leva a
{\displaystyle \sum _{n=0}^{\infty }2^{n}=-1.}.

Ao substituir {\displaystyle q=2} na prova da primeira equação, obtém-se um cálculo formal que produz a última equação. Mas isto é errado sobre os números reais, já que a série não converge. No entanto, existem outros contextos, em que a série converge.
O cálculo formal, implica que a última equação deve ser válida nestes contextos.

Outro exemplo pode ser visto substituindo {\displaystyle q=-1}. A série resultante 1-1+1-1+... é divergente, mas ainda se pode atribuir um valor a ela com métodos alternativos de somatório, como a Soma de Cesàro. O valor resultante, {\displaystyle 1/2}, é o mesmo que é obtido através da computação formal.

### Manipulação de Símbolos
Suponha que queremos resolver a equação diferencial
{\displaystyle {\frac {dy}{dx}}=y^{2}}
Tratando estes símbolos como ordinariamente algébricos, e sem dar nenhuma justificação em relação a validade deste passo, tomamos como recíprocos de ambos os lados:
{\displaystyle {\frac {dx}{dy}}={\frac {1}{y^{2}}}}
Agora pegamos uma simples antiderivada:
{\displaystyle x={\frac {-1}{y}}+C}
{\displaystyle y={\frac {1}{C-x}}}
Como isto é um cálculo formal, nos podemos permitir a admitir {\displaystyle C=\infty } e obter outra solução:
{\displaystyle y={\frac {1}{\infty -x}}={\frac {1}{\infty }}=0}
Se nós tivermos qualquer dúvidas sobre nossos argumentos, nós sempre podemos verificar se a solução final resolve a equação inicial.